# خشت نادری
خشت نادری، روستایی در دهستان کبودگنبد بخش مرکزی شهرستان کلات استان خراسان رضوی ایران است.

## جمعیت
بر پایه سرشماری عمومی نفوس و مسکن در سال ۱۳۹۵ جمعیت این روستا ۳۱۱ نفر (در ۱۰۵ خانوار) بوده‌است.

## مردم
زبان محلی مردم این روستا، زبان ترکی می‌باشد. مذهب مردم این روستا شیعه می‌باشد و آب و هوای آن کوهستانی و سرد است. این روستا در شش کیلومتری شهر کلات و در بالاترین ارتفاعات آن واقع است. این روستا همجوار و در نزدیکی یکی از شهرهای کشور ترکمنستان می‌باشد. این روستا به دستور نادرشاه افشار ساخته شده‌است. در اطراف آن زمین‌های کشاورزی فراوانی وجود دارد و مردم آن به کار دامپروری و کشاورزی مشغول هستند. مردمی بسیار مهمان نواز و خونگرم و دوست داشتنی دارد. شور سو و شیرین سو دو منبع عمده تأمین آب این روستا از گذشته‌های دور بوده‌است. زمستان‌های بسیار سرد و برفی دارد. آب انبار یا حوضچه‌های ساخته شده توسط نادر شاه افشار به تعداد ۳۶۵ عدد (به تعداد روزهای سال) در اطراف کلات و روستای خشت جزء آثار قدیمی این منطقه می‌باشد که در حال حاضر تعداد کمی از آنها باقی مانده‌است.